# S.J.'s Caviar
S.J.'s Caviar, född 1 maj 1998 i USA, är en amerikansk varmblodig travhäst. Han tränades och kördes av Robert Blanton.
S.J.'s Caviar tävlade åren 2000–2001 och sprang in motsvarande 8,9 miljoner kronor på 30 starter varav 20 segrar och 2 andraplatser. Han tog karriärens största segrar i Canadian Trotting Classic (2001), Beacon Course (2001) och Dexter Cup (2001). Han var kullens vinstrikaste hingst/valack som treåring samt tangerade Mack Lobells dåvarande världsrekord på 1000-metersbana. Han utsågs till ”Årets 3-åring” 2001.
Efter karriären har han varit verksam som avelshingst. Han har varit mycket framgångsrik i aveln och blivit en av de populäraste hingstarna. Han har lämnat efter sig stjärnhästar som Mr Pine Chip (2003), Mythical Lindy (2004), Hard Livin (2007), Fawkes (2008), Servuga (2008), Not Afraid (2009), Centurion ATM (2012), Coin Perdu (2014), Executive Caviar (2014), Hazard Boko (2014), Staro Miami (2015), Conrads Rödluva (2015), Global Welcome (2015) och Global Adventure (2016). Vinstrikast är Conrads Rödluva som sprungit in över 11 miljoner kronor.